# NHK沖縄放送局
NHK沖縄放送局（エヌエイチケイおきなわほうそうきょく）は、日本放送協会（NHK）の沖縄県の地域放送局。沖縄県を放送対象地域とする中波放送（AM放送）、超短波放送（FM放送）およびテレビジョン放送の県域放送を行う。NHKの地域放送局であるが開設時に那覇市に置かれなかったことから「沖縄放送局」となっている（那覇市には2006年に移転）。

## 概要
実質的な前身となる社団法人日本放送協会沖縄放送局は、太平洋戦争中の1942年3月19日に首里市（現：那覇市首里寒川町）で開局。那覇周辺でラジオ放送を行うが、3年後の1945年3月、沖縄戦直前の空襲で局設備が被害を受け機能停止、一旦廃局となる。その後、1972年5月15日の沖縄返還で沖縄県が“復活”したことに伴い、沖縄放送協会（OHK、1967年10月2日設立）の業務を移譲する形で改めて開局した。
このため経緯上は戦時中の沖縄放送局との連続性はないものの、本土復帰40年となる2012年以降、歴史を継承し前述の1942年を正式な開局年としている（ただし「周年」の語は使用していない）。それでも開局順ではNHK佐賀放送局よりも後となり、九州・沖縄ブロックの最後発放送局であることに変わりはない。
当局のスタジオは2006年3月5日まで、県庁所在地の那覇市ではなく豊見城市にあった。そのような経緯から、一般的なNHKの放送局では放送局所在地の市名を使用するのだが、当局のみは例外で、NHKの放送局名に過去も含めて唯一、県名を用いた放送局である。また豊見城市の市制施行前の旧島尻郡豊見城村時代は、NHK放送局の中では唯一“村に所在する放送局”でもあった（なお、村はもとより郡部に所在するNHK局もここが唯一だった）。放送会館の那覇市おもろまち移転後、旧会館跡地は豊見城高安テレビ・FM送信所として送信機能のみが残されている。移転によりすべての県庁所在地にNHK放送局が設置された。
2022年5月15日、沖縄返還50周年にあたり、NHKは沖縄放送局を中心として、全国放送・ローカル放送（九州8県ブロック向けも含む）を通して、沖縄の戦時下・アメリカ占領下の時代を後世に伝えるとともに、琉球王朝時代からの沖縄の文化を語り継ぎ、また沖縄の魅力を広く発信するための大型キャンペーンとして「沖縄復帰50周年・つなぐ未来へ」を展開。沖縄を舞台とした連続テレビ小説『ちむどんどん』（東京放送センター主管制作）をはじめ、数多くの参加・協賛番組やイベントを展開している。

### 大東諸島におけるサービスの状況
本島周辺と先島地区では地上デジタル放送を含めた全ての放送サービスを利用できるが、大東諸島は地勢的要因により2019年6月時点で以下の通りとなっている。
総合テレビジョン・教育テレビジョン（Eテレ）
- 大東諸島においては、沖縄本島から遠く離れており、地上波の直接受信ができないばかりか、ケーブルテレビも整備されておらず、NHKはおろか、地元の県域民放も視聴することが長らくできなかった。そこで1975年にNHK沖縄が放送試験局（地上基幹放送試験局、コールサイン・JO7D-TV）を開局して、沖縄放送局が番組を収録したビデオテープを南大東島役場に送り、それを1日あたり4時間程度放送するのみだった。
- その後1984年5月に現在のNHK BS1の母体となる衛星第1放送（旧）の試験放送（当初は2チャンネル体制を予定していたが、衛星の故障により1チャンネルのみ）を、地上波の総合の同時放送（一部時差放送や教育テレビの時差放送もあり）という形で提供するようになった。1987年の番組再編で、地上波の同時中継は1986年に開局した衛星第2放送（当初は教育テレビのみ。1989年の本放送移行後は独自編成と混成）に移行し、更に同時期に衛星第1は独自編成となった。
- この後、1998年4月から2011年7月24日のアナログ放送終了までは、衛星通信で送られていた小笠原諸島向けのNHK東京（JOAK-TVとJOAB-TV）の放送を受信、地上波に変換して放送していたが、アナログ放送終了に伴い2010年後半からはソースがBSを利用したセーフティネット放送に切り替えられた。沖縄県の情報は電話回線により、画面へのテロップ挿入で伝えた。
- デジタル放送の中継局は当初、2010年の設置を目指しているとされていたが、本島⇔大東島間の中継回線をどうやって整備するか、その設置費用負担をどうするかといった諸問題が山積みになっており、開局の目処は立っていなかった。その後、2011年初頭に本島⇔大東島間の海底ケーブル敷設工事に着手する見通しが立ち、同年敷設されたため、アナログ放送最終日の2日前となる2011年7月22日に開局した。
- なおセーフティネット放送についてはBS波のデジタル化対策も兼ね、直接受信できるようにもなっていた。

- 以上の理由から、2010年夏の大会まで、選抜高等学校野球大会、全国高等学校野球選手権大会の沖縄県代表校が出場した試合がある時は、NHK衛星第2テレビジョン（2011年3月廃止。その後、NHK BSプレミアムに統合）[注 3]で生中継されていた。

ラジオ第1放送
- 2007年4月1日にFM波変換の形で中継局が開局したが、本島⇔大東島間は衛星通信回線で信号を送っているため、極端な悪天候の場合は聴取できない場合あり。

ラジオ第2放送
- 中継局は設置されていない。NHKラジオ第2放送は全国同一内容の番組編成で、日中は沖縄本島（那覇本局 1125 kHz）から、夜間は本土の大電力局（特に東京・大阪・熊本）からそれぞれ受信可能。

FM放送
- 5月から8月頃のEスポ発生時以外は終日受信不可。中継局は設置されていない（開局時期も未定）。特に大東諸島は全国で唯一NHK-FM放送のラジオ放送による直接受信できない地域として残っている。

ラジオ共通
- 2011年9月1日からラジオ第1・第2およびFM放送のラジオ3波をインターネットで同時配信する「NHKネットラジオ らじる★らじる」が開始されたため、大東諸島ではラジオ第1・第2に加え、これまで聴取不可だったFM放送の番組もインターネットを通じて聴取できるようになった。
  - 当初は、仙台・東京・名古屋・大阪の4局のみを対象とした再送信だったが、2016年9月にはこれに札幌、広島、松山、福岡の全国主要基幹都市8か所の放送が聴取できるようになり、福岡発の「九州・沖縄向け」番組も聴取可能となった。ただし、権利処理困難で同時配信されない一部番組も含まれるため、FMの県域番組および権利処理困難で同時配信されない一部番組は回線・中継局が整備されない限り聴取不可のため、沖縄単県向けのローカル番組はらじる★らじるでは聴取することができない。
- 2018年度に試験配信後、2019年度から正式配信となったradikoについては、無料配信コースで、ラジオ第1は福岡放送局の分、FMは東京放送センターの分のみ配信しており、ラジオ第1の九州ブロック、または福岡県向けの番組以外の地域差し替え放送は聴取出来ない。（有料会員制のradikoプレミアムエリアフリーの、他地区放送も受信不可）またラジオ第2は2018年度の試験配信は実施されたが、正式配信開始後は対象外となった。
- らじる★らじる・radikoとも、『ラジオ深夜便』は概ね毎月1回程度の月曜深夜、並びに年数回不定期に集中的に数日間行われる放送機器のメンテナンスにより、ラジオ第1放送が1時から5時まで放送休止となる場合、沖縄県内全域で放送休止および一部の地域での休止の際、該当地域に入っていれば、らじるらじるでの補完聴取を除けば全く聴取できない（まれにではあるが、福岡のラジオ第1と東京のFMが同時に休止となり、ネットを含めまったく受信できないケースもあったが、らじる★らじるでは近年全国8局の放送に対応できるようになったので、休止でない地域・チャンネルで代替え受信することになる）。

## チャンネルと周波数

### 呼出符号（コールサイン）
- 総合系統：ラジオ第1放送JOAP、総合テレビJOAP-DTV、FM放送JOAP-FM
- 教育系統：ラジオ第2放送JOAD、教育テレビJOAD-DTV

“JOAP”は戦前、沖縄放送局に指定されていたが、1945年の終戦とともに廃止され、戦後は前橋局のFM放送に“JOAP-FM”として指定された。その後、本土復帰に伴い沖縄放送協会がNHK沖縄放送局に改組される際、新しく開局する沖縄局に“JOAP”を指定する方が望ましいという意見があり、“JOAP”は前橋局から沖縄局に譲られた。これに伴い前橋FM放送は“JOTP-FM”に変更され、この呼出符号が指定されていた京都FM放送は、予定されていた第1放送廃止が取りやめ（のちに2015年に廃止）になったこともあり、“JOOK-FM”に変更された。

### テレビジョン放送
- 先島地域におけるカッコ内のチャンネルは、本島⇔宮古島間の海底ケーブルが開通するまでの米国式チャンネル。
- 総合テレビのリモコンキーIDは全国大半の地域と同じ1。教育テレビは全国共通の2。

| 地域     | 局名                      | デジタル | デジタル | デジタル   | デジタル   | アナログ | アナログ | アナログ       | 備考                                                           |
| 地域     | 局名                      | 総合ch   | 教育ch   | 空中線電力 | 開局日     | 総合ch   | 教育ch   | 映像空中線電力 | 備考                                                           |
| -------- | ------------------------- | -------- | -------- | ---------- | ---------- | -------- | -------- | -------------- | -------------------------------------------------------------- |
| 本島周辺 | 豊見城                    | 17       | 13       | 1kW        | 2006-04-01 | 2+       | 12       | 5kW            | 最大実効輻射電力は10倍                                         |
| 本島周辺 | 今帰仁                    | 38       | 40       | 30W        | 2007-12-01 | 38       | 40       | 300W           | OHK時代の1969年に開局、沖縄では初のUHFによる中継局             |
| 本島周辺 | 久米島                    | 33       | 25       | 3W         | 2007-12-01 | 36       | 34       | 30W            | OHK時代の1971年に開局                                          |
| 本島周辺 | 首里                      |          |          |            |            | 60       | 62       | 3W             |                                                                |
| 本島周辺 | 南城佐敷                  | 36       | 25       | 3W         | 2007-12-01 | 60       | 62       | 30W            |                                                                |
| 本島周辺 | 宜野湾                    | 21       | 19       | 1W         | 2009-12-01 | 41       | 43       | 10W            |                                                                |
| 本島周辺 | 胡屋                      | 36       | 25       | 1W         | 2009-12-01 | 24       | 26       | 10W            |                                                                |
| 本島周辺 | 具志川                    | 19       | 25       | 1W         | 2009-12-01 | 46       | 48       | 10W            |                                                                |
| 本島周辺 | 沖縄石川                  | 36       | 25       | 0.3W       | 2008-12-01 | 60       | 62       | 3W             |                                                                |
| 本島周辺 | 恩納                      |          |          |            |            | 41       | 43       | 3W             |                                                                |
| 本島周辺 | 名護東江 （なごあがりえ） |          |          |            |            | 44       | 46       | 1W             |                                                                |
| 本島周辺 | 本部                      | 46       | 45       | 0.1W       | 2008-12-01 | 60       | 62       | 1W             |                                                                |
| 本島周辺 | 久米島東                  | 20       | 19       | 0.1W       | 2008-12-01 | 51       | 49       | 1W             | 久米島局がUHFへ移行した際に設置された                          |
| 先島諸島 | 平良                      | 17       | 13       | 100W       | 2008-05-01 | 7（9）   | 4        | 1kW            | 海底ケーブル開通までは先島地区の親局                           |
| 先島諸島 | 多良間                    | 22       | 18       | 0.1W       | 2008-12-06 | 60       | 62       | 1W             |                                                                |
| 先島諸島 | 石垣                      | 26       | 24       | 100W       | 2008-12-06 | 9（11）  | 12       | 1kW            | OHK時代は八重山放送局で親局だった                              |
| 先島諸島 | 石垣川平                  | 22       | 18       | 30W        | 2009-04-20 | 11（13） | 6        | 500W           |                                                                |
| 先島諸島 | 祖納                      | 17       | 13       | 1W         | 2009-04-20 | 8（10）  | 1        | 30W            |                                                                |
| 先島諸島 | 与那国                    | 36       | 45       | 1W         | 2009-04-20 | 37       | 39       | 10W            |                                                                |
| 大東諸島 | 南大東                    | 32       | 27       | 3W         | 2011-07-22 | 54       | 52       | 30W            | アナログ親局は東京本局、1998年4月放送開始・2010年6月末放送終了 |
| 大東諸島 | 北大東                    | 42       | 40       | 3W         | 2011-07-22 | 42       | 40       | 10W            | アナログ親局は東京本局、1998年4月放送開始・2010年6月末放送終了 |

### ラジオ放送
| 局名            | ラジオ第1 | ラジオ第1  | ラジオ第2 | ラジオ第2  | FM      | FM         | 備考                                                                |
| 局名            | 周波数    | 空中線電力 | 周波数    | 空中線電力 | 周波数  | 空中線電力 | 備考                                                                |
| --------------- | --------- | ---------- | --------- | ---------- | ------- | ---------- | ------------------------------------------------------------------- |
| 那覇            | 549kHz    | 10kW       | 1125kHz   | 10kW       | 88.1MHz | 1kW        | FMはTV放送所から送信                                                |
| 名護            | 531kHz    | 1kW        |           |            |         |            | 本島北部地区の難聴解消のため、1986年屋我地島に設置                  |
| 今帰仁          |           |            | 84.8MHz   | 100W       |         |            |                                                                     |
| 久米島          | 84.2MHz   | 10W        |           |            |         |            |                                                                     |
| 平良            | 1368kHz   | 100W       | 1602kHz   | 100W       | 85.0MHz | 1kW        | FMは1976年12月の海底ケーブル回線全通と同時に開局 （与那国FM局も同） |
| 石垣            | 540kHz    | 1kW        | 1521kHz   | 1kW        | 87.0MHz | 100W       | FMは1976年12月の海底ケーブル回線全通と同時に開局 （与那国FM局も同） |
| 川平 （かびら） |           |            |           |            | 77.7MHz | 100W       |                                                                     |
| 多良間          | 86.2MHz   | 30W        |           |            |         |            |                                                                     |
| 祖納 （そない） | 85.2MHz   | 10W        | 83.1MHz   | 10W        |         |            | 中波混信解消と防災放送充実のため第1は1991年、第2は2003年開局        |
| 与那国          | 83.5MHz   | 10W        | 80.3MHz   | 10W        | 85.8MHz | 10W        | AMは中波による混信解消のため2003年開局                              |
| 南大東          | 83.5MHz   | 100W       |           |            |         |            | 中波による混信解消のため2007年4月1日開局                            |

### 大東諸島における衛星放送の再送信
大東諸島では地理的・技術的事情により、1984年5月の衛星放送実験放送開始から1998年4月に地上波再送信放送を開始するまで、衛星放送（BS1・BS2）による放送で同諸島（南大東・北大東両島）をカバーしており、その後も続けられた。いずれもBSアナログ放送を地上波に変換した上での放送であるため、VHFアンテナで視聴可能であるものの、アナログ放送の終了（BSデジタルに完全移行）後は中継局は廃止されている（デジタル移行後はパラボラアンテナでの受信となる）。なお中継局ではBSデジタルチャンネルは放送されていない。
南大東BS中継局
- 衛星第1テレビジョン→BS1　4ch・100W
- 衛星第2テレビジョン（BS2）→BSプレミアム　6ch・100W

### 受信可能エリア
- 沖縄県、鹿児島県奄美地方南部の一部
- 大東諸島は、アナログテレビ放送は東京本局のエリア（小笠原諸島向け衛星中継を大東諸島へも向けている）であったが、2007年4月1日に開局したラジオ放送と2011年7月22日に開局した地上デジタルテレビ放送は沖縄局のエリアとなる。

### 備考
- 地上デジタル放送開始と同時にワンセグ放送も開始した（ただしローカル放送は10月から）。
- 西表島祖納と与那国島のラジオ第1と第2、および南大東島のラジオ第1の中継局は、FM波による中継局となっている。
- 沖縄本島と宮古島および南大東島の間は海底光ファイバー回線で結ばれている。
  - 宮古島 - 伊良部島 - 多良間島 - 石垣島の区間は多重無線回線で結ばれている
  - 石垣島のテレビ電波はFM中継局の於茂登岳で石垣・川平各局に分配した上で、川平局から西表島（祖納）と与那国島へ伝送している（民放テレビ局とは別回線）。
- ラジオ第2は夜間は混信が激しい場合は熊本局873kHz 500kWが受信可能（ただし1125kHzのエリア内は、琉球放送のラジオ中継局があったときはとそれ接しているため聴取困難だった）。

## 支局・事務所
那覇市内にある局から離れている場所でのニュースの取材などに対応するため、本島中部の沖縄市と北部の名護市の2か所に「支局」がある。また、かつての沖縄放送協会放送局があった先島地区に、報道取材と受信料事務、受信相談を受け持つ事務所を設けている。
支局
- 沖縄
- 名護

事務所
- 宮古島
- 八重山

## 沿革
- 1941年（昭和16年）
  - 9月20日　逓信省、社団法人日本放送協会に沖縄放送局の設置を許可（中波、呼出符号JOAP）。
  - 12月　中波放送の試験放送開始。
  - 12月8日　試験放送中に、太平洋戦争開戦の臨時ニュースを放送。翌9日、日本軍通信隊からの命令により、試験放送を一時中止。
- 1942年（昭和17年）
  - 1月 電灯線切替放送による試験放送開始。
  - 3月19日　社団法人日本放送協会沖縄放送局開局、放送開始。電波管制のため、電灯線切替放送。呼出符号JOAP、周波数1000kc。
- 1945年（昭和20年）3月23日　沖縄放送局、空襲被災により演奏所焼失、放送機器の破壊により放送機能停止。3日後の26日に閉鎖、沖縄から撤退。

※その後沖縄は米軍統治下に置かれ、米軍放送や民間放送局が発達した。
- 1967年（昭和42年）
  - 10月2日　日本政府とNHKの全面的な支援により沖縄放送協会（OHK）設立。
  - 12月22日　OHK宮古放送局開局、テレビ放送開始（呼出符号KSDY-TV）。
  - 12月23日　OHK八重山放送局開局、テレビ放送開始（呼出符号KSGA-TV）。
- 1968年（昭和43年）12月22日　OHK中央放送局開局、テレビ放送開始（呼出符号KSGB-TV）。
- 1972年（昭和47年）
  - 5月15日
    - 沖縄の本土復帰に伴い、NHK沖縄放送局“再開局”、沖縄放送協会をNHKに統合した[2]。旧OHKテレビを「NHK沖縄（総合）テレビジョン」（本島豊見城局の呼出符号JOAP-TV）に改称し、この日の午前0時の「NHKニュース」を皮切りに、放送を開始[注 14][3]。
    - 本島では新たに教育テレビ（JOAD-TV）放送開始（当初は回線の都合上、白黒放送）[3]。
    - 先島地区では、八重山局を宮古局に統合した上で引き続き総合テレビのみで継続（呼出符号JOVQ-TV）。放送内容は総合テレビと教育テレビの混合編成で遅れ放送だった[注 15]。ニュースはラジオのニュース音声に独自に字幕のついたブルーバック画面で放送した。

  - 6月25日　本島では沖縄戦による廃局で中断していたラジオ放送がラジオ第1として復活（呼出符号JOAP）するとともに、新たにラジオ第2（呼出符号JOAD）放送開始。宮古島・石垣島にも中継局を開設し、本島と同時放送となった。
  - 12月10日
    - 電電公社の本土からの総合テレビ専用のカラー回線が整備され、本島の総合テレビが全時間帯カラー化される[3]。
    - 本島の教育テレビがカラー放送を開始[3]。
- 1974年（昭和49年）3月24日　本島でFM放送（呼出符号JOAP-FM）開始。ただし、当時の放送回線の都合により、当初放送は全てモノラルだった[4]。
- 1975年（昭和50年）
  - 3月31日　テレビ放送がなかった南北大東島で試験放送開始。南大東島に放送試験局（呼出符号JO7D-TV）設置。1日2時間で本島からの空輸によるビデオ放映だった。
  - 7月15日　海底ケーブル暫定開通により宮古・八重山地域でのテレビのニュースが沖縄本島・本土と同時放送となる（ただし白黒による放送）[5]。
- 1976年（昭和51年）12月22日　本島⇔宮古島間の海底ケーブルが正式に開通。宮古・八重山地域でのテレビ放送が、沖縄本島と同時放送となる（宮古放送局は平良テレビ中継局となりJOVQ-TVは廃止）[6]。同時に同地域での教育テレビとFM放送開始。
- 1977年（昭和52年）　全国のFM放送のローカル送出ステレオ化整備の施策により、ローカル放送のみではあるものの、漸くFMのステレオ放送が開始される[7]。
- 1983年（昭和58年）2月26日　FM放送の全国向け放送用のステレオPCMデジタル回線が導入され、全国向けのFM放送番組が漸くステレオ化される[8]。
- 1984年（昭和59年）5月12日　放送衛星による衛星試験放送開始で、南北大東島のテレビ放送が同時放送となる。当初はBS 1のみで総合テレビ中心の番組編成で全国放送であるため、沖縄ローカル枠はなかった。
- 1986年（昭和61年）
  - 2月23日　総合テレビの音声多重放送開始[9]。
  - 12月17日　沖縄本島北部の名護市屋我地島に、ラジオ第1の名護中継局開設[10]。ただし中波による中継局設置はこれが最後となった。
- 1991年（平成3年）
  - 3月21日　教育テレビの、音声多重放送開始。（未実施区域全国一斉開始）
  - 11月　外国との混信により夜間受信困難だった西表島西部の祖納にFMによるラジオ第1の中継局開設。AMの中継局をFMで放送することは国内初であったが、県内では以後この形が主流となる。
- 1995年（平成7年）2月　久米島のテレビ中継局をVHFからUHFへ変更。旧チャンネルが東京タワー局と同じchであることによるEスポ障害を改善するためであった[注 16]。
- 1998年（平成10年）
  - 4月1日　南北大東島で通信衛星波中継により地上波（総合・教育）テレビ放送開始（東京本局のものを放送）。
  - 10月　西表島～与那国島へのテレビ伝送波が放送波中継からSHF回線中継に切り替わり、与那国局のテレビ放送はVHFからUHFに変更、祖納局のテレビ放送の出力は100Wから30Wに減力。
- 2003年（平成15年）10月　西表島祖納にラジオ第2、与那国島にラジオ第1と第2の中継局がFMによる放送で開設。ラジオ第2の中継局設置自体が沖縄の本土復帰による3局整備以来31年ぶりであった。
- 2006年（平成18年）
  - 2月6日　デジタル総合テレビ、本放送開始に向けサイマル放送（試験放送）開始。
  - 3月6日　那覇市おもろまちに建設した新放送会館への移転完了。同時に、地上デジタル放送対応のマスター更新。なお、移転前から既に那覇市内にあった営業部門は既に建物完成後に先行して移転していた。
  - 4月1日　豊見城本局で地上デジタル12セグ放送（総合・教育）、ワンセグ放送開始。

※ワンセグは当初福岡局のものをそのまま放送し、沖縄局独自放送に切り替えた時期は北九州局がデジタル放送を開始した半年後の10月1日であった。
- 2007年（平成19年）4月1日　南大東島に沖縄局のラジオ第1中継局がFMによる放送で開設された（伝送方法は通信衛星が使われた）。
- 2011年（平成23年）
  - 7月22日　本島⇔南大東島間の海底光ケーブルが開通。南北大東島で沖縄局の地上デジタルテレビ放送中継局が開局し、沖縄本島と同時放送となる。
  - 7月24日　この日の正午をもってアナログ放送を終了。翌日（7月25日）午前0時までに完全停波。
- 2012年（平成24年）3月1日　FM放送の石垣中継局を石垣市真栄里（於茂登岳）からデジタルテレビ中継局が置かれている石垣市大川（バンナ岳）に移転するとともに、多良間中継局及び川平中継局を開局。
- 2018年（平成30年）4月改編より、土日祝日（年末年始も含む）のローカルニュース・気象情報はテレビ・ラジオともに原則として選挙及び災害等を除き全て福岡からの九州沖縄ブロックニュースに統一し、沖縄からのローカルニュース・気象情報は平日のみとなっていた。
- 2022年（令和4年）4月改編よりテレビ放送において、土日祝18:45枠のみ県域ローカルニュース・気象情報を放送（該当時間帯以外のテレビ・ラジオは主に大型連休の谷間やお盆休み、年末年始期間は原則として従来通り福岡からの九州沖縄ブロックニュースを放送）。
- 2023年（令和5年）
  - 4月1日 - 令和改革により、部制（放送部・営業推進部等）からセンター制に見直され、コンテンツセンター、経営管理企画センターへ再編された。
  - 5月15日 - NHKプラスで地域向けのテレビ番組の見逃し配信が開始[11]。

## 主な沖縄局制作番組
2025年度上期の編成（同年3月31日以降）。

### 総合テレビ
太字はNHKプラスの「ご当地プラス」において見逃し配信を実施している番組。
- ニュース・気象情報
  - 平日11:57 - 12:00（気象情報のみ）、12:15 - 12:20（ニュースのみ）
  - 土日祝18:45 - 18:59（※途中、全国の気象情報）
    - 大型連休の祝日（5月の3連休）[注 17]・夏の旧盆と重なる土日[注 18]・年末年始は放送休止となり、拠点の福岡放送局から『ニュース・気象情報（九州沖縄）』（18:45 - 18:59、年末年始のみ18:50 - 19:00）を同時ネットしている。
    - 2018年4月からは、テレビ（総合テレビ）・ラジオ（ラジオ第1・FM放送）ともに土日・祝日・年末年始のローカルニュース・気象情報などは、原則として台風などの緊急時、日曜日については県政・国政選挙の開票特番を除き、福岡放送局から終日九州・沖縄ブロック放送に変更された。尚、テレビは、2022年4月の番組改編で土日・祝日の18:45枠のみ「ニュース・気象情報（沖縄）」を放送することになったが、主に大型連休の谷間やお盆休み（2024年度は非ネット）、年末年始期間、またラジオは原則として従来通り全時間帯でそれぞれ福岡発となる。
- おはよう沖縄（平日 7:45 - 8:00）

※沖縄ローカルのパートは7:55まで、7:55以降は福岡から『おはよう九州沖縄 気象情報』をネット受けしている。但し、旧盆や沖縄発の九州向け生中継が有る場合は番組休止となり『おはよう九州沖縄』が臨時フルネットとなる。
なお、2024年1月4日・5日は、年始編成のため当番組を休止し『おはよう九州沖縄』が臨時フルネットとなった。
- 沖縄ちゅらテレビ（平日 11:40 - 12:00、※11:54 - 11:57 全国の気象情報）

※祝日・年末年始・国会中継時・高校野球の甲子園大会期間中・メジャーリーグやオリンピックなどのスポーツ中継は番組休止となる（それ以外でも特設ニュースなどで休止・短縮となる場合がある）。
ただし、2024年1月4日・5日、4月30日・5月1日・2日は、別番組を放送するため休止となった（但し、気象情報は福岡から『気象情報（九州沖縄）』として『はっけんTV』を臨時ネット）。
- おきなわHOTeye（平日 18:10 - 18:59）

※大型連休と旧盆は番組休止となり、18:45まで別番組を放送した後18:45 - 18:59に代替の県内ニュース・気象情報を放送する。
なお、2024年1月4日・5日は、年始編成のため休止し、18:45まで別番組を放送した後18:45 - 18:59に代替の県内ニュース・気象情報を放送した。
- ニュース845沖縄（平日 20:45 - 21:00）

※祝日・年末年始は休止となり、20:55 - 21:00に拠点の福岡放送局から『九州・沖縄のニュース・気象情報』を5分間放送。
なお、2024年1月4日・5日は、年始編成のため休止し、同時間帯に拠点の福岡放送局から『九州・沖縄のニュース・気象情報』を放送した。
- きんくる 〜沖縄金曜クルーズ〜（不定期金曜日 19:30 - 19:55、再放送：翌土曜日 7:35 - 8:00、内容により20時台まで）
- 台風情報おきなわ（台風接近時に空き時間に随時放送）
- 沖縄の歌と踊り（不定期金曜日 19:30 - 19:57、再放送：翌土曜日 11:25 - 11:52）

※現在はスペシャルとして月1回程度放送であるが、かつては毎週1回30分間の放送。再放送は『いちおし!九州沖縄』を差し替えして毎週放送。前身の沖縄放送協会時代から続いており、情報番組以外のNHKの地域ローカル番組としては数少ない老舗番組の一つ。夏の旧盆特番では総合テレビが編成上の都合で放送できない場合、Eテレで放送することもある。
- バスケットボール中継（不定期）

※県内には日本テレビの系列局が無いことから、同局が放映権を保有していて沖縄県が関わっているバスケットボールの試合を沖縄放送局が購入し、県内にて中継することがある。2022年と2023年はB.LEAGUE FINALSに琉球ゴールデンキングスが出場したことから、NHK BS1にて放送していた中継をサイマル放送した。2023年8月はFIBA バスケットボールワールドカップ2023の開幕戦並びに日本代表の順位決定戦が沖縄アリーナで行われることから、沖縄放送局の独自制作で中継された。

### 教育テレビ
- うちなーであそぼ（本放送：木曜日 8:50 - 8:55、再放送：月曜日 11:55 - 12:00、水曜日 19:55 - 20:00）

※総合テレビでも放送（再放送：土曜日 12:40 - 12:45、日曜日 10:55 - 11:00）。2023年6月3日土曜日放送分からNHKプラスの見逃し配信の対象となった。
※2022年度まで『にほんごであそぼ』の沖縄県版で全国で唯一Eテレでの地域向け放送を実施していた。

### ラジオ第1放送
- 平日沖縄県向けのラジオニュース 9:55、11:50（FMサイマル）、12:15（FMサイマル）、13:55、17:55、18:50（FMサイマル）
  - 上記以外は、福岡から九州沖縄地方向けのラジオニュースを放送。
- 沖縄熱中倶楽部（最終金曜日 17:05 - 17:55、『にっぽん列島夕方ラジオ』内）

※2007年4月放送開始。沖縄局制作としては初のレギュラー全国放送番組。

### FM放送
- 沖縄ミュージックジャーニー（第1金曜日 18:00 - 18:50、再放送：第1日曜日 11:00 - 11:50）

### 過去の番組
総合テレビ
- ニューススタジオ沖縄
- イブニングネットワークおきなわ（1988年4月1日 - 1997年3月31日）
- 630沖縄
- あたらしい沖縄のうた（1977年 - 2008年）
- おきなわチャンプルータイム
- りっかりっか沖縄
- 太陽カンカンワイド（てぃだかんかんわいど。1997年4月1日 - 2006年3月31日）
- 沖縄情報市場（2006年4月3日 - 2007年3月9日）
  - おもろてれぐすく
  - ハイサイ!てれびすかす
- ハイサイ!ニュース610（2007年4月2日 - 2011年3月10日、平日 18:10 - 19:00）
- NEWSおきなわ610（2011年4月4日 - 2013年3月29日、平日 18:10 - 19:00）
- ドキュメント沖縄（2007・2008年度）
- 復帰40年企画・NHKが映した沖縄（2012年度）

FM放送
- うちなぁジョッキー（2010年度以降特集化）

## アナウンサー・キャスター
- 氏名の後の*は、過去に沖縄局勤務経験があるアナウンサー。

| 氏名           | 前任地・前職・所属など                               | 担当番組                                                        | 備考                   |
| アナウンサー   | アナウンサー                                         | アナウンサー                                                    | アナウンサー           |
| -------------- | ---------------------------------------------------- | --------------------------------------------------------------- | ---------------------- |
| 栗原望*        | 東京アナウンス室                                     | 沖縄熱中倶楽部 沖縄県のニュース                                 | アナウンスグループ統括 |
| 土橋大記*      | 宮崎                                                 | 沖縄熱中倶楽部 沖縄県のニュース                                 |                        |
| 細田史雄*      | 宮崎                                                 | 沖縄熱中倶楽部 沖縄県のニュース                                 | 嘱託職                 |
| 義村聡志       | 徳島                                                 | おきなわHOTeye （キャスター） 沖縄県のニュース                  |                        |
| 豊田晴萌       | 大阪                                                 | おきなわHOTeye （キャスター） 沖縄県のニュース                  |                        |
| 黒田賢         | 鹿児島                                               | おきなわHOTeye （キャスター） 各種スポーツ中継 沖縄県のニュース |                        |
| 松永惟暖       | 初任地                                               | 沖縄県のニュース                                                |                        |
| 契約キャスター |                                                      |                                                                 |                        |
| 嘉数夕稀子     | ラジオ福島                                           | 沖縄ちゅらテレビ （キャスター・隔週） 沖縄県のニュース          | 那覇市出身             |
| 砂川桜緒       |                                                      | 沖縄ちゅらテレビ （キャスター・隔週） 沖縄県のニュース          | 沖縄市出身             |
| 宮城杏里       | 琉球放送アナウンサー →地方創生女子アナ47プロジェクト | おきなわHOTeye （キャスター） 沖縄県のニュース                  | 沖縄市出身             |
| 大場ゆずき     |                                                      | おきなわHOTeye （スポーツキャスター） 沖縄県のニュース          |                        |
| 新崎可南子     | 山形放送契約アナウンサー →ラジオパーソナリティ       | おはよう沖縄 （キャスター・隔週） おきなわHOTeye                | 那覇市出身             |
| 神元七海       | LOVE FM→宮崎放送                                     | おはよう沖縄 （キャスター・隔週） おきなわHOTeye                |                        |
| 気象予報士     |                                                      |                                                                 |                        |
| 大森麻以       | オフィス気象キャスター所属                           | おきなわHOTeye                                                  |                        |

## お天気カメラの主な設置場所
本島
那覇市（おもろまちの放送会館、前島の那覇営業部があったビルの屋上、那覇空港）、北谷町、沖縄市、恩納村
先島
宮古島市、石垣市

## 備考
- 沖縄県内（当放送局管内）には、現在NHK単独のテレビ中継局は存在しない[注 21]。
- 太平洋戦争で沖縄での組織的戦闘が事実上終了した6月23日の「慰霊の日」に併せて、沖縄戦を後世に語り継いでいくための講演会や当事者の手記を当局アナウンサー・キャスターが朗読する会「朗読シアター」が行われていた[注 22]。この企画は、2013年以降は実施されていない。
- NHKでは1日の放送終了時に風にたなびく日章旗（日の丸）の映像が流れるが、沖縄県民の感情に配慮して、沖縄放送局ではこの映像を一時期使用しなかったことがあった[18]。